# George H. Tinkham

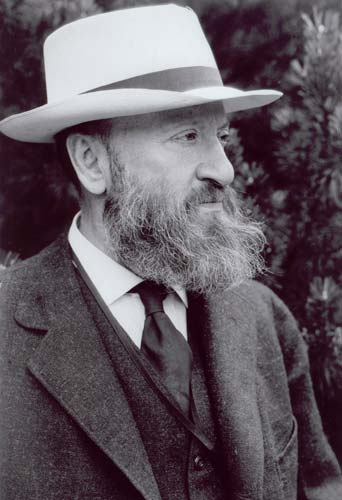
George H. Tinkham

George Holden Tinkham (* 29. Oktober 1870 in Boston, Massachusetts; † 28. August 1956 in Cramerton, North Carolina) war ein US-amerikanischer Politiker. Zwischen 1915 und 1943 vertrat er den Bundesstaat Massachusetts im US-Repräsentantenhaus.

## Werdegang
George Tinkham besuchte sowohl öffentliche als auch private Schulen und studierte danach bis 1894 an der Harvard University. Nach einem anschließenden Jurastudium an derselben Universität und seiner 1899 erfolgten Zulassung als Rechtsanwalt begann er in Boston in diesem Beruf zu arbeiten. Gleichzeitig schlug er als Mitglied der Republikanischen Partei eine politische Laufbahn ein. In den Jahren 1897 und 1898 sowie von 1900 bis 1902 gehörte er dem Stadtrat von Boston an. Zwischen 1910 und 1912 saß er im Senat von Massachusetts.
Bei den Kongresswahlen des Jahres 1914 wurde Tinkham im elften Wahlbezirk von Massachusetts in das US-Repräsentantenhaus in Washington, D.C. gewählt, wo er am 4. März 1915 die Nachfolge von Andrew James Peters antrat. Nach 13 Wiederwahlen konnte er bis zum 3. Januar 1943 insgesamt 14 Legislaturperioden im Kongress absolvieren. Seit 1933 vertrat er dort als Nachfolger von John J. Douglass den zehnten Distrikt seines Staates. Obwohl Mitglied des Kongresses, nahm Tinkham aktiv am Ersten Weltkrieg teil. Während seiner Zeit im Kongress wurden der 16., der 17., der 18., der 19., der 20. und der 21. Verfassungszusatz ratifiziert. Seit 1933 wurden die New-Deal-Gesetze der Bundesregierung unter Präsident Franklin D. Roosevelt verabschiedet. Danach überschatteten die Ereignisse des Zweiten Weltkrieges auch die Arbeit des Kongresses. Tinkham war unter anderem ein Gegner der Frauenrechtsbewegung. Er war gegen die Prohibition und die Abschaffung der Kinderarbeit. Außerdem war er ein entschiedener Gegner der New-Deal-Gesetzgebung.
Im Jahr 1942 verzichtete George Tinkham auf eine weitere Kandidatur. Nach dem Ende seiner Zeit im US-Repräsentantenhaus praktizierte er wieder als Anwalt. Er starb am 28. August 1956 in Cramerton und wurde in Boston beigesetzt.